# Goose
Goose (в переводе с англ. — «гусь») — бельгийская электро-рок-группа, образованная в 2000 году и представляющая музыку в жанрах синтипанк, дэнс-панк и техно. С момента начала своей деятельности коллектив выпустил 3 студийных альбома, 1 альбом ремиксов, а также несколько синглов, среди которых наиболее известными в Европе и Великобритании стали «Bring It On», «British Mode», «Words» и «Synrise». Также группа занимается созданием ремиксов для различных исполнителей.

## История группы

Goose в 2012 году.

Goose была сформирована в 2000 году в бельгийском городе Кортрейк. Первоначально коллектив исполнял кавер-версии песен рок-группы AC/DC, играя композиции преимущественно на синтезаторах. Позднее музыканты начали сочинять собственные песни. В 2002 году группа победила в бельгийском конкурсе Humo’s Rock Rally. В этом же году Goose выпускают дебютный сингл «Audience», записанный совместно с Тео Миллером. Эта композиция была использована в рекламе Кока-Кола, транслировавшаяся по всей Европе.

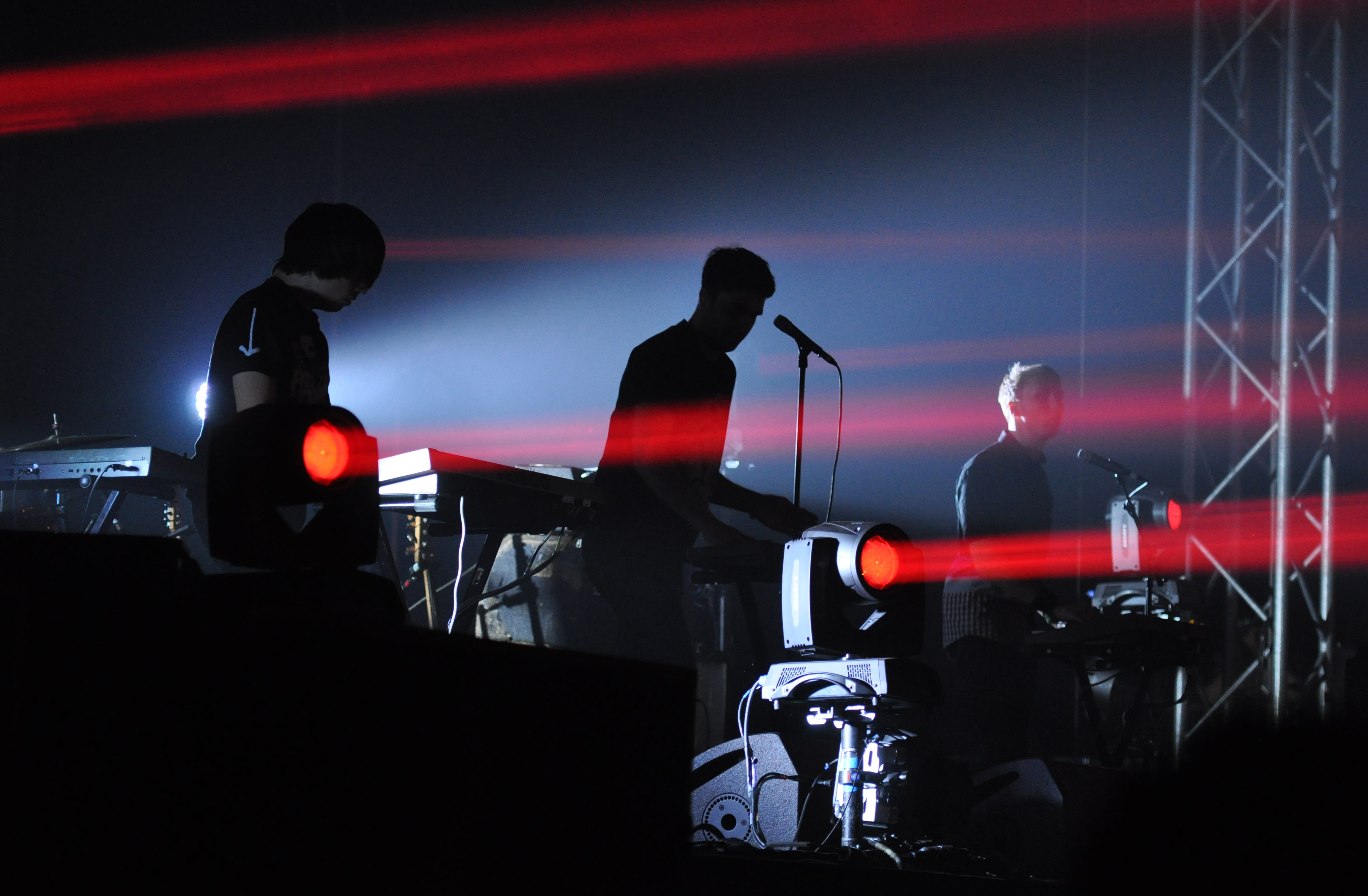
Goose на фестивале Paaspop, 2013

В 2006 году группа подписывает контракт с лейблом Skint Records, который 11 ноября 2006 издаёт дебютный студийный альбом Goose Bring It On. В музыкальном плане пластинка была исполнена в жанре электронного рока со значительным влиянием панка. В поддержку диска группа активно гастролировала в странах Европы и проводила концертные выступления в Австралии и Японии. В 2007 году коллектив был удостоен премии TMF Awards, победив в номинации «Лучшая национальная альтернативная группа».
Второй студийный альбом группы Synrise увидел свет 18 октября 2010 года. Обложка альбома была создана британским дизайнером и фотографом Стормом Торгерсоном. Некоторую популярность приобрёл первый сингл из этого альбома «Words»; его ротация на радиостанциях Европы началась 10 августа 2010. 7 марта 2011 года в качестве сингла была выпущена заглавная композиция альбома «Synrise». Над созданием ремикс-версии этой песни работала группа Soulwax. Позднее бельгийский джазовый пианист Джеф Неве записал классическую фортепианную кавер-версию «Synrise».
Релиз третьего студийного альбома Control Control Control состоялся 8 апреля 2013 года. Он был записан в студии Ноэла Галлахера Paul Stacey и в Dave Sardy, в которой раннее работали такие известные группы, как Oasis и ZZ Top. Альбом был положительно воспринят критиками. С точки зрения музыки этот альбом отходит от рока и панка и больше склоняется в сторону техно. В поддержку Control Control Control Goose провели концертный тур и выступили на различных крупных фестивалях рока и электронной музыки. Кроме того, Goose отыграли ряд концертов совместно с Digitalism и Gesaffelstein.

## Состав
- Микаэль Каркоусс — вокал, клавишные (2000 — настоящее время)
- Дейв Мартин — гитара, клавишные (2000 — настоящее время)
- Том Кох — бас-гитара, клавишные (2000 — настоящее время)
- Берт Либеерт — ударные, перкуссия (2000 — настоящее время)

## Дискография
Студийные альбомы
- Bring It On (2006)
- Synrise (2010)
- Control Control Control (2012)
- What You Need (2016)

Альбом ремиксов
- Bring It On Rarities & Remixes (2008)

Синглы
- «Audience» (2002)
- «Good Times» (2004)
- «Black Gloves» (2006)
- «British Mode» (2006)
- «Low Mode» (2007)
- «Bring It On» (2007)
- «Words» (2010)
- «Can’t Stop Me Now» (2010)
- «Synrise» (2011)
- «Synrise» (Soulwax remix) (2011)
- «Real» (2012)
- «Control» (2012)
- «Your Ways» (2013)

Ремиксы для других исполнителей
- SX — Gold
- Shitdisco — «I Know Kung Fu»
- White Lies — «There Goes Our Love Again»
- Scissor Sisters — «She’s My Man»
- Mixhell — «Highly Explicit»
- Jamaica — «Short and Entertaining»
- Daft Punk — «Son Of Flynn»
- Мартин Сольвейг — «C’est La Vie»
- Джэсси Вэйр — «Night Light» (официально не издан)

## Использование музыки Coose в медиа

### Телевидение
- «Audience»: реклама Кока-Кола (2002)
- «Check»: сериал C.S.I.: Место преступления Нью-Йорк, 3 сезон, 1 эпизод «Люди с деньгами» (2006)
- «Trendsette»: сериал Чак, 1 сезон, 7 эпизод «Чак против Альма-матер» (2007)
- «Bring It On»: сериал Грязные мокрые деньги
- «Audience»: сериал C.S.I.: Место преступления Майами, 6 сезон, 10 эпизод «Моя няня» (2008)
- «Synrise»: реклама Dior (2013)[4]

### Компьютерные игры
- «Black Gloves»: Project Gotham Racing 4 (2007)
- «Check» и «Words (Jester Dub) (GT5 Edit)»: Gran Turismo 5 (2010)
- «Synrise (Soulwax Remix)»: Grand Theft Auto V на радиостанции Soulwax FM (2013)